# Longino (console 486)
Flavio Longino (latino: Flavius Longinus; ... – 500) è stato un politico e militare romano, fratello dell'imperatore romano d'Oriente Zenone e due volte console (nel 486 e nel 490).

## Biografia
Longino aveva una madre di nome Lallis o Lalis, una moglie di nome Valeria e una figlia di nome Longina.
Quando il fratello Zenone fu deposto da Basilisco e inseguito dall'esercito imperiale in Isauria (475), Longino venne catturato dal generale Illo e tenuto prigioniero per un decennio: Illo, che era stato un sostenitore di Basilisco, passò poi dalla parte di Zenone, che contava di controllare proprio in virtù della prigionia di Longino. Nel 483 Zenone chiese a Illo di rilasciare Longino, ma il generale si rifiutò. Iniziò una ribellione che lo portò alla morte.
Una volta liberato (485), Longino fece carriera, venendo nominato magister militum praesentalis (485) e tenendo per due volte il consolato (486 e 490). Condusse una campagna militare contro gli Tzani e munificò il popolo di Costantinopoli dando quattro nuovi danzatori alle fazioni del circo, per sostituire quelli invecchiati.
Alla morte di Zenone (491), Longino era uno dei possibili candidati alla successione, ma la sua origine isaurica, che aveva già causato problemi a Zenone, lo sfavorì: Ariadne, la vedova di Zenone incaricata di selezionare il successore di Zenone, optò per Anastasio, un anziano ufficiale.
Longino allora istigò una rivolta in Isauria, nota come Guerra isaurica: Anastasio lo obbligò a prendere i voti e lo mandò in esilio in Tebaide, sconfiggendo poi l'esercito ribelle (492) guidato da Longino di Cardala e sedando definitivamente la rivolta sei anni dopo, con la morte dell'ultimo capo dei rivoltosi, Longino di Selino.
Longino morì di fame dopo otto anni di esilio; alla notizia della sua morte, Lallis, Valeria e Longina si ritirarono in un santuario a Brochthi, in Bitinia, dove vissero a lungo di elemosina.